# Huayllamarca (gemeente)
Huayllamarca is een gemeente (municipio) in de Boliviaanse provincie Nor Carangas in het departement Oruro. De gemeente telt naar schatting 5.683 inwoners (2018). De hoofdplaats is Huayllamarca.